# Alena Iourieva
Alena Stanislavovna Iourieva (née Hendzel le 21 septembre 1984 à Minsk) est une joueuse de volley-ball biélorusse. Elle mesure 1,91 m et joue au poste de centrale.

## Clubs
| Club                | De        | À         |
| ------------------- | --------- | --------- |
| Slavyanka Minsk     | 2004-2005 | 2005-2006 |
| AZS Białystok       | 2006-2007 | 2007-2008 |
| PTPS Piła           | 2008-2009 | 2008-2009 |
| Leningradka         | 2009-2010 | 2009-2010 |
| Fakel Novy Ourengoï | 2010-2011 | 2010-2011 |
| Omitchka Omsk       | 2011-2012 | 2013-2014 |
| Dinamo Kazan        | 2014-2015 | 2015-2016 |
| Dinamo Krasnodar    | 2016-2017 | 2016-2017 |
| Dinamo Moscou       | 2017-2018 | 2018-2019 |
| Leningradka         | jan 2020  | …         |

## Palmarès
- Championnat de Biélorussie
  - Vainqueur : 2005.
- Championnat de Russie
  - Vainqueur : 2015, 2018, 2019.
- Coupe de Russie
  - Vainqueur : 2018.
  - Finaliste : 2015.
- Supercoupe de Russie
  - Vainqueur : 2017, 2018.